# Lagopsis
Lagopsis es un género con seis especies de plantas con flores perteneciente a la familia Lamiaceae. Es originario de Siberia hasta China.

## Especies
| - Lagopsis eriostachya - Lagopsis flava - Lagopsis incana | - Lagopsis marrubiastrum - Lagopsis supina - Lagopsis viridis |